# Pleumeur-Gautier
Pleumeur-Gautier é uma comuna francesa na região administrativa da Bretanha, no departamento Côtes-d'Armor. Estende-se por uma área de 18,89 km². Em 2010 a comuna tinha 1 221 habitantes (densidade: 64,6 hab./km²).